# César Julio Valencia Copete
César Julio Valencia Copete (Cali, 24 de agosto de 1951) es un abogado y jurista colombiano. 
Estudió derecho en la Universidad Externado de Colombia en Bogotá con una especialización en derecho comercial de la misma universidad, de la que además es profesor. Fue elegido magistrado de la Sala de Casación Civil y Agraria de la Corte Suprema de Justicia de Colombia en el año 2002, y fue presidente de esa corporación entre los años 2007-2008. Fue elegido también presidente de la Sala Civil el 20 de enero de 2010.

## Polémica con Álvaro Uribe Vélez
Mientras fue presidente de la Corte Suprema de Justicia, Valencia Copete declaró en una entrevista a la periodista Cecilia Orozco Tascón, del diario El Espectador, que había recibido una llamada del presidente de la República, Álvaro Uribe Vélez, quien le habría preguntado por la suerte de un proceso judicial que cursaba en esa corporación judicial en contra de su primo, el entonces senador Mario Uribe quien estaba acusado de tener vínculos con paramilitares y que en años posteriores fue hayado culpable. El presidente de la República negó haber realizado la llamada telefónica con esos fines, y el enfrentamiento agudizó los problemas de las que ya eran tensas relaciones entre el ejecutivo y la rama judicial debido al escándalo de la parapolítica y posteriormente el escándalo de las chuzadas, donde se comprobó que el gobierno Uribe interceptaba ilegalmente las comunicaciones de magistrados, periodistas y opositores. Como Valencia se ratificó en sus afirmaciones sobre la existencia de la llamada, Uribe asesorado por el abogado Jaime Lombana, llevó el asunto a los estrados judiciales, bajo la acusación de injuria y calumnia contra el magistrado. La defensa del magistrado ante la Comisión de Acusaciones de la Cámara de Representantes de Colombia su juez natural, la asumió el abogado Ramiro Bejarano Guzmán. El pleito, hasta lo reportado en 2015, permanecía estancado en la comisión de acusaciones de la Cámara de Representantes.